# Булзи
Булзи (рос. Булзи) — село у Каслинському районі Челябінської області Російської Федерації.
Входить до складу муніципального утворення Булзинське сільське поселення. Населення становить 679 осіб (2017).

## Історія
Від 27 лютого 1924 року належить до Каслинського району Челябінської області.
Згідно із законом від 16 листопада 2004 року органом місцевого самоврядування є Булзинське сільське поселення.

## Населення
| 2002 | 2010 | 2011 | 2012 | 2013 | 2014 | 2015 |
| ---- | ---- | ---- | ---- | ---- | ---- | ---- |
| 1089 | ↘760 | ↘757 | ↘725 | ↗731 | ↗740 | ↘734 |
| 2016 | 2017 |      |      |      |      |      |
| ↘706 | ↘679 |      |      |      |      |      |